# Міжнародний день шкільних бібліотек
Міжнаро́дний мі́сяць шкільни́х бібліоте́к — відзначається з 2008 щорічно у жовтні під егідою Міжнародної асоціації шкільної бібліотечної справи (МАШБС) англ. International Association of School Librarianship (IASL). Починаючи з 1999 за ініціативою ЮНЕСКО відзначався Міжнародний день шкільних бібліотек (англ. International School Library Day) — щорічно, кожного четвертого понеділка жовтня.

## Історія
Вперше його проголосив президент Міжнародної асоціації шкільної бібліотечної справи Бланк Вулз. У 2005 році офіційний статус свята підтвердив уже новий президент асоціації Пітер Дженко.
У січні 2008 координатор проекту Рік Малхолланд оголосив, що Міжнародний день шкільних бібліотек перетвориться в міжнародний місячник. Перший Місячник шкільних бібліотек пройшов у жовтні 2008.

## Мета
Основна мета свята — привернути увагу суспільства до критичного становища, в якому опинилися шкільні бібліотеки сьогодні.

## Відзначення
Під час дня і місячника проходять різні заходи, такі наприклад, як збір книжок для шкільних бібліотек.